# Olpe (Alemania)
Olpe (pronunciación en alemán: /ˈɔlpə/ⓘ) es una ciudad (gemeinde) de Alemania, ubicada en la Renania del Norte-Westfalia, en la región de Arnsberg y capital del distrito de Olpe. Tiene una población estimada de 29,900 habitantes (2019).

## Geografía
Olpe se encuentra en la parte suroeste de Sauerland y está rodeada por las montañas de Ebbegebirge al norte, Rothaargebirge al este, Siegerland al sureste y Bergisches Land al oeste. La ciudad está situada en una vasta región de bajas montañas. En el norte, las laderas son más pronunciadas y los valles más estrechos, en el sur las colinas tienen picos suaves y los valles son más amplios. También se pueden encontrar algunas pequeñas mesetas.

## Historia
Los primeros registros que se tienen sobre alguna población en el área de Olpe se sitúan alrededor del año 900 d. C., pero es en 1220 cuando se hace la primera mención documental. En 1311 se le concedieron los derechos de ciudad del arzobispo Enrique II, conde von Virneburg. Desde 1819 es la sede del condado y la sede del consejo de distrito del distrito de Olpe.

## Personajes ilustres
- Maria Theresia Bonzel (1830-1905) religiosa católica, fundadora de las Pobres Hermanas Franciscanas de la Adoración Perpetua, beatificada por el papa Francisco en 2013.
- Hermann Tilke (1954-) ingeniero civil, fundador de la Tilke GmbH Ingenieure and Architekten en Aquisgrán en 1984.
- Miguel Castillo Muñoz (1977-) Abogado
- Michael Kügler (1981-) futbolista centrocampista que juega en el Dinamo Dresde.